# 파나마역
파나마역(프랑스어: Station Panama)은 캐나다 퀘벡주 브로사르에 있는 몬트리올 광역급행철도 (REM)가 정차하는 경전철역으로, 10번 고속도로와 불바르 타쉐로에 위치해있다. 1985년에 브로사르 지역의 시내버스와 광역버스 등이 정차하는 파나마 터미널로 개통한 이 역은 2023년 7월 29일에 몬트리올 상트랄역에서 브로사르까지 광역급행철도 1단계 구간이 개통하면서 경전철역이 들어서게 되었다.

## 위치
파나마역은 몬트리올과 셰르브루크를 잇는 10번 고속도로와 롱괴유 시내에서 칸디악으로 이어지는 불바르 타쉐로의 교차로에 있으며, 역 건물은 고속도로 정중앙에 위치해있으며, 버스 터미널은 고속도로 램프 북서쪽에 위치해있다. 역 서쪽으로는 몬트리올 방향으로 사뮈엘 드 샹플랭교가 위치해있고, 동쪽으로는 10번 고속도로를 따라 광역급행철도가 30번 고속도로까지 이어지며, 고속도로 분기점에 지어진 세인트로렌스강 남부 지역의 최대 쇼핑몰인 DIX30 (디스트랑트)가 이곳에 위치해있다.
역 북쪽에는 샹플랭교의 이름을 따 지어진 쇼핑몰인 샹플랭 몰 (Mail Champlain)이 위치해있고, 역 남쪽에는 브로사르의 또다른 쇼핑몰인 플라스 포르토벨로 (Place Portobello)와 불바르 타쉐로를 따라 각종 상점가와 식당들이 위치해있다. 출입구는 고속도로 밑으로 북쪽으로는 필리핀가 (Rue Philippines), 남쪽으로는 티스랑가 (Rue Tisserand)로 나있다.

## 역사

### 초기 역사
파나마역은 2023년 7월 29일에 개통했지만, 이곳의 역사는 샹플랭교가 1962년 6월부터 1967년까지 점차적으로 개통했을 때로 거슬러 올라간다. 샹플랭교는 자크 카르티에교와 빅토리아교와 더불어 몬트리올과 롱괴유를 잇는 세 다리 중 하나로, 세인트로렌스강 남부 지역에서 몬트리올 시내로 바로 이어지는 왕복 6차선 대교로 하루에 10만 대가 넘는 차량이 이용하는 캐나다에서 가장 바쁜 다리 중 하나이다.
당시 브로사르 지역에는 1946년에 설립된 시내버스 회사인 샹블리교통 (Chambly Transport)이 브로사르를 포함한 세인트로렌스강 남부의 부셰르빌, 그린필드파크, 르무안, 롱괴유, 생튀베르, 생람베르 지역을 따라 운행하였다. 민간 업체인 샹블리교통이 운행하던 시내버스를 1971년에 공영화하는 법안이 통과되었고, 이에 따라 1974년 7월 1일에 몬트리올 강남교통공사 (Commission de transport de la Rive-Sud de Montréal, CTRSM)가 출시하였다.
샹플랭교를 따라 강 남부 지역에서 몬트리올 시내 등지로 출퇴근하는 사람들이 늘어나자 1978년에는 퀘벡주 최초로 샹플랭교에 가변버스전용차로를 도입하였다. 또한 평일 출퇴근 시간대에만 운행하던 몬트리올 시내 방면 급행버스가 1986년에는 평시에도 운행하기 시작하였고, 이때부터 브로사르와 몬트리올 시내를 잇는 45번 버스가 운행을 개시하였다. 파나마 터미널도 같은 해인 1986년에 샹플랭교 연선과 인근 지역의 효율적인 시내버스 운영을 위해 10번 고속도로를 끼고 개통하였으며, 이는 CTRSM의 세 번째 버스 터미널이다. CTRSM은 2002년에 롱괴유, 부셰르빌, 브로사르, 그린필드파크, 르무안, 생브루노드몽타르빌, 생튀베르, 생람베르 등 강 남부 지역의 8개 지자체를 하나로 통합하면서 교통공사 이름도 롱괴유 교통망 (Réseau de transport de Longueuil, RTL)으로 이름을 바꾸었다.

### 몬트리올 광역급행철도
몬트리올 시내에서 샹플랭교를 따라 경전철을 놓는 방안은 1980년대부터 거론되었다. 1986년 4월, 퀘벡주 교통부가 샹플랭교에 버스전용차로를 지을 때 이에 대한 대안으로 브로사르와 몬트리올을 잇는 새로운 지하철 노선을 짓는 방안도 검토하였다. 이 계획안에 따르면 몬트리올 지하철 녹색 선 지선을 샤를부아역에서 샹플랭교를 따라 일데쇠르와 브로사르까지 지하로 연장하는 방안이었는데, 당시 승차량이 그렇게 많지 않았고 예산이 많이 들어가는 관계로 교통부에서는 버스전용차로를 설치하는 것으로 대신 가닥을 잡았다.
1999년에는 같은 맥락으로 자크 카르티에교와 샹플랭교를 관리하는 연방 공사는 샹플랭교를 따라 몬트리올 시내에서 브로사르까지 모노레일을 놓는 방안을 제시하였다. 1996년에 새로 설립된 광역교통기관 (AMT)은 2000년부터 2015년 사이에 2200만 달러를 투입하여 밴쿠버 스카이 트레인과 비슷한 경전철 체계를 도입하는 방안을 연구하였다. 이와 동시에 노후한 샹플랭교 교체를 앞두고 연방 정부와 주 정부는 몬트리올과 브로사르를 이을 새로운 교통수단을 강구하였고, 시행착오 끝에 새로 지어질 샹플랭교에 경전철을 놓는 것으로 가닥을 잡았다.
2016년 4월 22일, 몬트리올 시장과 퀘벡 연금보험 및 투자신탁공사 (Caisse de dépôt et placement du Québec, CDPQ)는 광역전기철도 (Réseau électrique métropolitain, REM)라는 사업을 공식 발표하였다. 총 길이 67km의 무인 자동 경전철 노선인 광역전기철도는 브로사르에서 몬트리올 시내의 몬트리올 상트랄역을 거쳐 몬트리올 트뤼도 국제공항, 몬트리올섬 서부와 세인트로렌스강 북쪽의 두몽타뉴를 잇는 노선이다. 광역전기철도라는 이름은 설계 도중에 광역급행철도 (Réseau express métropolitain)로 이름을 바꾸었으며, 2018년 4월 12일에 착공하였다.
2018년 9월 6일, 새로 지어질 주차장과 임시 버스 터미널을 짓기 위해 터미널 주차장의 500대의 주차 공간을 폐쇄하였다. 임시 주차장은 2019년 11월 말에 개장하였고, 2020년 6월 8일에는 파나마 터미널 건물이 임시 터미널 시설로 이전하였다. 이와 동시에 10번 고속도로 정중앙에 있는 버스전용차로와 파나마 터미널로 이어지는 터널은 역 건설을 위해 폐쇄되었다. 2020년부터는 브로사르에 선로가 놓이기 시작하였고 이는 이후 파나마역을 지나 샹플랭교까지 계속 이어졌다. 2021년에 들어서서는 파나마역을 포함한 브로사르 구간의 역 외관이 거의 다 지어졌고, 반입된 전동차는 시운전에 들어갔다. 2022년에 들어서서 웬만한 역과 선로 공사는 마무리되었고, 몬트리올 시내에서 브로사르까지 놓인 선로에 전원이 공급되었다. 전원이 공급된 이 선로를 따라 2022년 7월부터 시범 운행에 돌입하였고, 공사 지연 등을 겪은 광역급행철도는 2023년 7월 29일에 개통하였고, 7월 31일부터 상업 운행을 개시하였다.
파나마역이 개통하면서 기존에 파나마 터미널에서 사뮈엘 드 샹플랭교를 건너 몬트리올 시내까지 이어지던 RTL 시내버스와 엑소의 광역버스는 2023년 7월 31일부로 모두 파나마 터미널에 종착하게 되었다. 또한 2023년 8월 21일부로 RTL의 버스 노선 개편으로 파나마 터미널에 정차하는 버스 노선 다수가 변경되고 기존에 샹플랭교를 건너는 버스 때문에 1시간 간격으로 운행하던 시내버스 노선들이 약 30분 간격으로 배차 간격이 줄어드는 등 시내버스 배차가 증가하게 된다.

## 시설
파나마역은 1층에는 출입구와 버스 터미널이 있고 2층에는 승강장이 있는 복층 구조이다. 1층에는 출입구와 자동판매기가 위치해있으며, 2층 승강장까지는 계단, 에스컬레이터, 엘리베이터를 통해 이어진다. 승강장은 1면 2선의 섬식 승강장이다. 역에는 200대 규모의 자전거 거치대가 있으며, 이 중 100대는 천장이 있어서 비나 눈으로부터 자전거를 보호한다. 자전거 거치대는 역 북쪽 출입구 근처 터미널 건물 앞과 남쪽 출입구 근처에 위치해있다. 파나마역에는 304대 규모의 무료 및 유료 주차 공간이 있으며, 이 중 222대는 무료 주차 공간으로 6대는 장애인 전용, 8대는 카풀 전용, 4대는 전기차 충전 전용이다. 나머지 77대는 유료 주차 공간으로 하루나 1개월 단위로 주차할 수 있다. 이 역에는 또한 역으로 마중나가는 차량들이 정차할 수 있는 공간이 있으며, 택시 승강장과 택시로 운행하는 호출형 버스와 장애인 콜택시 전용 승강장도 북쪽 출입구 터미널 맞은 편에 위치해있다.
역 건물에는 유인 매표소가 존재하지 않지만 터미널 건물에 곧 몬트리올 지역의 모든 대중교통 티켓을 구매할 수 있는 광역매표소가 들어설 예정이다. 터미널 건물에는 또한 화장실이 있으며 상가도 입점할 예정이다.

## 버스 연결편
2023년 8월 21일 기준 파나마역에는 롱괴유 교통망 (RTL)의 5, 6, 13, 15, 30, 31, 33, 34, 37, 38, 41, 42, 43, 44, 46, 47, 49, 50, 54, 59, 60, 77, 160번 버스가 정차하며, 엑소의 르 리슐랭과 루실롱 지역 버스인 453, 458, 459, 553, 650, 651번 버스, 몬트리올과 생장쉬르리슐리외를 잇는 96A, 96L번 버스가 정차한다.

### 롱괴유 교통망
| 노선 | 노선                                      | 노선                                                | 종점                           | 종점 | 종점                                      | 승강장                            | 비고                             |
| ---- | ----------------------------------------- | --------------------------------------------------- | ------------------------------ | ---- | ----------------------------------------- | --------------------------------- | -------------------------------- |
| 5    | 몽테 생튀베르 / 메종뇌브                  | Montée St-Hubert / Maisonneuve                      | 브로사르 파나마역              | ↔    | 생튀베르 가에탕 부셰르 / 메종뇌브         | 22                                | 매일 상시 운행                   |
| 6    | 빅토리아                                  | Victoria                                            | 브로사르 파나마역              | ↔    | 롱괴유 롱괴유 터미널                      | 27                                | 매일 상시 운행                   |
| 13   | 리버사이드 / 브로사르 P, V 지구           | Riverside / Secteurs P-V Brossard                   | 브로사르 파나마역              | ↔    | 롱괴유 롱괴유 터미널                      | 26                                | 매일 상시 운행                   |
| 15   | 리버사이드 / 알렉산드라 / 처칠            | Riverside / Alexandra / Churchill                   | 브로사르 파나마역              | ↔    | 롱괴유 롱괴유 터미널                      | 26                                | 매일 상시 운행                   |
| 30   | 브로사르 P, V 지구                        | Secteurs P-V Brossard                               | 브로사르 파나마역              | →    | 브로사르 파나마역                         | 17                                | 평일 출퇴근 시간대에만 운행      |
| 31   | 브로사르 R, S, T 지구 / 생로랑            | Secteurs R-S-T Brossard / Saint-Laurent             | 브로사르 플라스 생샤를         | ↔    | 브로사르 파나마역                         | 8                                 | 평일 상시 운행                   |
| 33   | 브로사르 M, N, O 지구                     | Sectuers M-N-O Brossard                             | 브로사르 파나마역              | ↔    | 브로사르 올리니 / 데 프레리               | 17                                | 평일 출퇴근 시간대에 운행        |
| 34   | 브로사르 A 지구 / 벨뷔                    | Secteur A Brossard / Bellevue                       | 브로사르 파나마역              | ↔    | 브로사르 그랑달레 / 벨뷔                  | 16                                | 평일 출퇴근 시간대에만 운행      |
| 37   | 시마르 / 뒤 베아른                        | Simard / Du Béarn                                   | 브로사르 파나마역              | ↔    | 생람베르 시마르 / 플라몽동                | 18                                | 평일 출퇴근 시간대에만 운행      |
| 38   | 셰브리에 / 브로사르 B 지구                | Chevrier / Secteur B Brossard                       | 브로사르 파나마역              | ↔    | 브로사르 브로사르역                       | 18                                | 매일 상시 운행                   |
| 41   | 롬 / 밀란                                 | Rome / Milan                                        | 브로사르 파나마역              | →    | 브로사르 파나마역                         | 22                                | 평일 출퇴근 시간대에만 운행      |
| 42   | 가에탕 부셰르 / 파크 드 라 시테           | Gaétan-Boucher / Parc de la Cité                    | 브로사르 파나마역              | ↔    | 생튀베르 피에르 토마 위르토 / 루이 에베르 | 28                                | 매일 상시 운행                   |
| 43   | 밀란 / 롬                                 | Milan / Rome                                        | 브로사르 파나마역              | →    | 브로사르 파나마역                         | 23                                | 평일 출퇴근 시간대에만 운행      |
| 44   | 브로사르 M, N, O 지구                     | Secteurs M-N-O Brossard                             | 브로사르 나플 / 나폴레옹       | ↔    | 브로사르 파나마역                         | 24                                | 매일 상시 운행                   |
| 46   | 브로사르 R, S, T 지구                     | Secteurs R-S-T Brossard                             | 브로사르 스트라빈스키 / 리바르 | ↔    | 브로사르 파나마역                         | 27                                | 평일 아침부터 이른 저녁까지 운행 |
| 47   | 브로사르 R, S, T 지구                     | Secteurs R-S-T Brossard                             | 브로사르 파나마역              | ↔    | 브로사르 브로사르역                       | 21                                | 매일 상시 운행                   |
| 49   | 브로사르 R, S 지구                        | Secteurs R-S Brossard                               | 브로사르 리바르 / 데 프레리    | ↔    | 브로사르 파나마역                         | 20                                | 매일 상시 운행                   |
| 50   | 비앙빌 / 오처드 / 프랭스 샤를             | Bienville / Orchard / Prince-Charles                | 브로사르 파나마역              | ↔    | 생튀베르 프랭스 샤를 / 드 샹블리          | 23                                | 매일 상시 운행                   |
| 54   | 티핀 / 생조르주 / 타쉐로                  | Tiffin / St-Georges / Taschereau                    | 브로사르 파나마역              | ↔    | 롱괴유 롱괴유 터미널                      | 25                                | 매일 상시 운행                   |
| 59   | 몽고메리 / 가로                           | Montgomery / Gareau                                 | 브로사르 파나마역              | ↔    | 생튀베르 가로 / 팀버                      | 16                                | 평일 출퇴근 시간대에 운행        |
| 60   | 밀란 / 가에탕 부셰르 / 프롬나드 생브루노  | Milan / Gaétan-Boucher / Promenades St-Bruno        | 브로사르 파나마역              | ↔    | 생브루노 프롬나드 생브루노                | 28                                | 평일 상시 운행                   |
| 77   | 타쉐로 / 코토루지 / CEGEP 에두아르 몽프티 | Taschereau / Coteau-Rouge / CÉGEP Édouard-Montpetit | 브로사르 파나마역              | ↔    | 롱괴유 서버 / 드 장틸리                   | 2 (브로사르 방면) 7 (롱괴유 방면) | 매일 상시 운행                   |
| 160  | 밀란 / 가에탕 부셰르 / 생브루노 시내      | Milan / Gaétan-Boucher / Centre-ville de St-Bruno   | 브로사르 파나마역              | ↔    | 생브루노드몽타르빌 로베르발 / 클레르뷔    | 28                                | 매일 상시 운행                   |

### 엑소 르 리슐랭 및 루실롱
| 노선 | 노선                                              | 노선                                                        | 종점                                        | 종점     | 종점                                                         | 승강장 | 비고                                                                      |
| ---- | ------------------------------------------------- | ----------------------------------------------------------- | ------------------------------------------- | -------- | ------------------------------------------------------------ | ------ | ------------------------------------------------------------------------- |
| 453  | 라프레리 (라프레리 구도심) - 파나마 터미널        | La Prairie (Vieux-La Prairie) - Terminus Panama             | 라프레리 드 랭뒤스트리 / 레옹 블루아 웨스트 | → AM← PM | 브로사르 파나마역                                            | 10     | 브로사르 방면 평일 출근 시간대에, 라프레리 방면 평일 퇴근 시간대에 운행   |
| 458  | 라프레리 - 파나마 터미널                          | La Prairie - Terminus Panama                                | 라프레리 라프레리 터미널                    | ↔        | 브로사르 파나마역                                            | 11     | 평일 출퇴근 시간대에만 운행                                               |
| 459  | 칸디악 - 파나마 터미널                            | Candiac - Terminus Panama                                   | 칸디악 몽캄-칸디악 터미널                   | ↔        | 브로사르 파나마역                                            | 12     | 평일 출퇴근 시간대에만 운행                                               |
| 553  | 생트카트린 - 델슨 - 파나마 터미널                 | Ste-Catherine - Delson - Terminus Panama                    | 생트카트린 생로랑 / 드 뤼니옹               | → AM← PM | 브로사르 파나마역                                            | 15     | 브로사르 방면 평일 출근 시간대에, 생트카트린 방면 평일 퇴근 시간대에 운행 |
| 650  | 델슨 - 칸디악 - 라프레리 - 파나마 터미널          | Delson - Candiac - La Prairie - Terminus Panama             | 델슨 조르주 가녜 터미널                     | ↔        | 브로사르 파나마역                                            | 13     | 매일 상시 운행                                                            |
| 651  | 델슨 - 칸디악 - 라프레리 - 파나마 터미널 - 롱괴유 | Delson - Candiac - La Prairie - Terminus Panama - Longueuil | 델슨 조르주 가녜 터미널                     | ↔        | 롱괴유 CÉGEP 에두아르 몽프티 (평일) 브로사르 파나마역 (주말) | 13     | 매일 상시 운행                                                            |

### 생장쉬르리슐리외
| 노선 | 노선                        | 노선                                | 종점                     | 종점 | 종점                                     | 승강장 | 비고                         |
| ---- | --------------------------- | ----------------------------------- | ------------------------ | ---- | ---------------------------------------- | ------ | ---------------------------- |
| 96A  | 몬트리올 - 생장쉬르리슐리외 | Montréal - Saint-Jean-sur-Richelieu | 몬트리올 상트르빌 터미널 | ↔    | 생장쉬르리슐리외 생장쉬르리슐리외 터미널 | 14     | 30번 고속도로 경유 버스      |
| 96L  | 몬트리올 - 생장쉬르리슐리외 | Montréal - Saint-Jean-sur-Richelieu | 몬트리올 상트르빌 터미널 | ↔    | 생장쉬르리슐리외 생장쉬르리슐리외 터미널 | 14     | 불바르 타쉐로 경유 완행 버스 |

## 근처 명소
- 샹플랭 몰 (Mail Champlain)
- 플라스 포르토벨로 (Place Portobello)
- CÉGEP 생장쉬르리슐리외 브로사르 캠퍼스
- 서비스 캐나다 (Service Canada) 센터
- 마르쉐 킴 팟 (Marché Kim Phat)
- 브로사르 시청
- 조르제트 르파주 도서관 (Bibliothèque Georgette-Lepage)

## 인접한 역
| 몬트리올 광역급행철도  | 몬트리올 광역급행철도 | 몬트리올 광역급행철도     |
| ---------------------- | --------------------- | ------------------------- |
| 일데쇠르 상트랄역 방면 | 몬트리올 광역급행철도 | 뒤 카르티에 브로사르 방면 |